# Потирнікешть
Потирнікешть, Потирнікешті (рум. Potârnichești) — село у повіті Бузеу в Румунії. Входить до складу комуни Пошта-Килнеу.
Село розташоване на відстані 105 км на північний схід від Бухареста, 8 км на північ від Бузеу, 94 км на захід від Галаца, 108 км на південний схід від Брашова.

## Населення
За даними перепису населення 2002 року у селі проживали 496 осіб, усі — румуни. Усі жителі села рідною мовою назвали румунську.